# Dysästhesie
Dysästhesie (griech.) ist der medizinische Fachausdruck für eine Empfindungsstörung.
Dabei kann es sich um eine
- nicht-schmerzhafte, abnorme Missempfindung ohne erkennbaren Reiz (Parästhesie),
- Verminderung der Sinnesempfindlichkeit (Hypästhesie),
- Überempfindlichkeit gegen alle äußeren Reize (Hyperästhesie),
- komplette Gefühllosigkeit (Anästhesie)

handeln. Da es sich laut ICD-10 um „[s]onstige und nicht näher bezeichnete Sensibilitätsstörungen der Haut“ handelt, können unter Umständen auch Zönästhesien im engeren Sinne unter diese Codeziffer gerechnet werden. Beide Begriffe sind jedoch nicht deckungsgleich, sondern überschneiden sich nur. Dysästhesien umfassen definitionsgemäß nur die Sensibilitätsstörungen der Haut, nicht auch die Organsensationen, wie bei der Zönästhesie.